# Александър Буйнов
Александър Иванов Ненов, наречен Буйнов, е български актьор, революционер, войвода на Вътрешната македоно-одринска реолюционна организация.

## Биография
Александър Ненов е роден в град Шумен на 26 септември 1879 г. Той е най-възрастният син в семейството на заможен занаятчия, който изработва гайтани и сърма за украсяване на народни носии. Учи в родния си град и завършва гимназия в София. През 1896 година записва право в Софийския университет, а през 1897 г. става актьор в театър „Сълза и смях“. При едно от турнетата на театъра в Солун през 1898 г. се запознава с дейци на ВМОРО и се включва в освободителното движение. След това играе в театър „Роза Попова“, „Съвременен театър“, Пловдивския градски театър и Плевенския градски театър. Заради буйния си характер е наричан „Буйното“ и от там приема името Буйнов.
В 1903 година става член на ВМОРО. След Илинденско-Преображенското въстание през лятото на същата година, Буйнов напуска театъра и се отдава изцяло на революционното движение. До 1905 година е четник в Скопски революционен окръг, а след това – в Серски, където става един от приближените на Яне Сандански. Установява се в Банско, където официално се занимавас търговия с дървен материал и така обикаля градове и села и развива революционна дейност. Делегат е на Ловчанския конгрес на Серския окръг през 1906 година. На Третия редовен конгрес на Серския революционен окръг през 1907 година е избран за член и секретар на окръжния революционен комитет. Участва в работата на Банския конгрес на левицата във ВМОРО през май 1908 година.
След Младотурския преврат в 1908 година е сред основателите на Народната федеративна партия (българска секция) в Солун и е член на Централния ѝ съвет. В 1908 година се жени за учителката революционерка от Банско Мария Тодева. На изборите през 1912 година Буйнов е избран за депутат в османския парламент от Сяр.
През Балканската война (1912-1913) Александър Буйнов застава начело на чета и защитава българското население в Неврокопско и Демирхисарско от изстъпленията на турците и участва в освобождението на Пиринска Македония. С него са войводите Димитър Арнаудов, Икономов, Иван Коюмджиев, Гърнев, Тухчев и Бакъров. При сражение в село Цървища в Шарлия на 22 октомври 1912 година е тежко ранен.
След Първата световна война е в групата на противниците на Тодор Александров и генерал Александър Протогеров, оглавявана от Гьорче Петров. През април 1923 г. е избран за депутат в Българското народно събрание.
След преврата на 9 юни се установява в град Банско и продължава да поддържа контакти с федералистите, някои от които вече открито са преминали на сръбска служба. След Септемврийското въстание в 1923 година заедно с Георги Ковачев, Георги Пенков и други участва в преговорите с ВМРО.
След убийството на Тодор Александров Александър Буйнов е предаден заедно с Георги Ковачев от Йонко Вапцаров и е убит по присъда на ВМРО на 27 септември 1924 година в Банско. Погребан е в Лушин край село Добринища.

## Роли в театъра
Александър Буйнов играе множество роли през годините, в които се занимава с театрална дейност, по-значимите са:
- Роже дьо Верде – „Двете сирачета“ на Адолф д'Енери и Йожен Кормон
- Цезар фон Шлетинг – „Студентческа фантазия“ на Карл Лауфс;
- Офицерът – „Отечество“ на Викториан Сарду.[6]